# 嘉母神社
嘉母神社（かもじんじゃ）は愛媛県西条市禎瑞に鎮座する神社。この手洗水は加茂川の自噴水で、全国名水百選として平成8年に「一番おいしい水」として日本一になっている。
同じく加茂川河口西岸から中山川河口東岸へ続く堰堤下にある龍神社もここで紹介する。

## 祭神
- 倉稲魂命（うかのみたまのみこと･稲荷神)、保食神(うけもちのかみ・倉稲魂命の別名)、和産霊神、竹内立左衛門(たけのうちりゅうざえもん･禎瑞新田開拓の祖)

## 概要
天明2年(1782年、西条藩の田園地帯として開拓された禎瑞地域の産土神として創建される。
堰堤より下に境内があり、下りていく石段の手摺には安永8年奉懸の石鎚山旧三之鎖が使われている。
摂末社
- 箱根神社

新しい大型の石の祠で祭神は、瓊瓊杵尊・木花咲耶姫命・彦火火出見尊。
なお、祭神が不明の大型の木造祠と小型の祠が3基あり。

## 例大祭
嘉母神社例大祭
- 体育の日の前日と前々日。6台の新居浜型の子供太鼓台が氏子により奉納される。

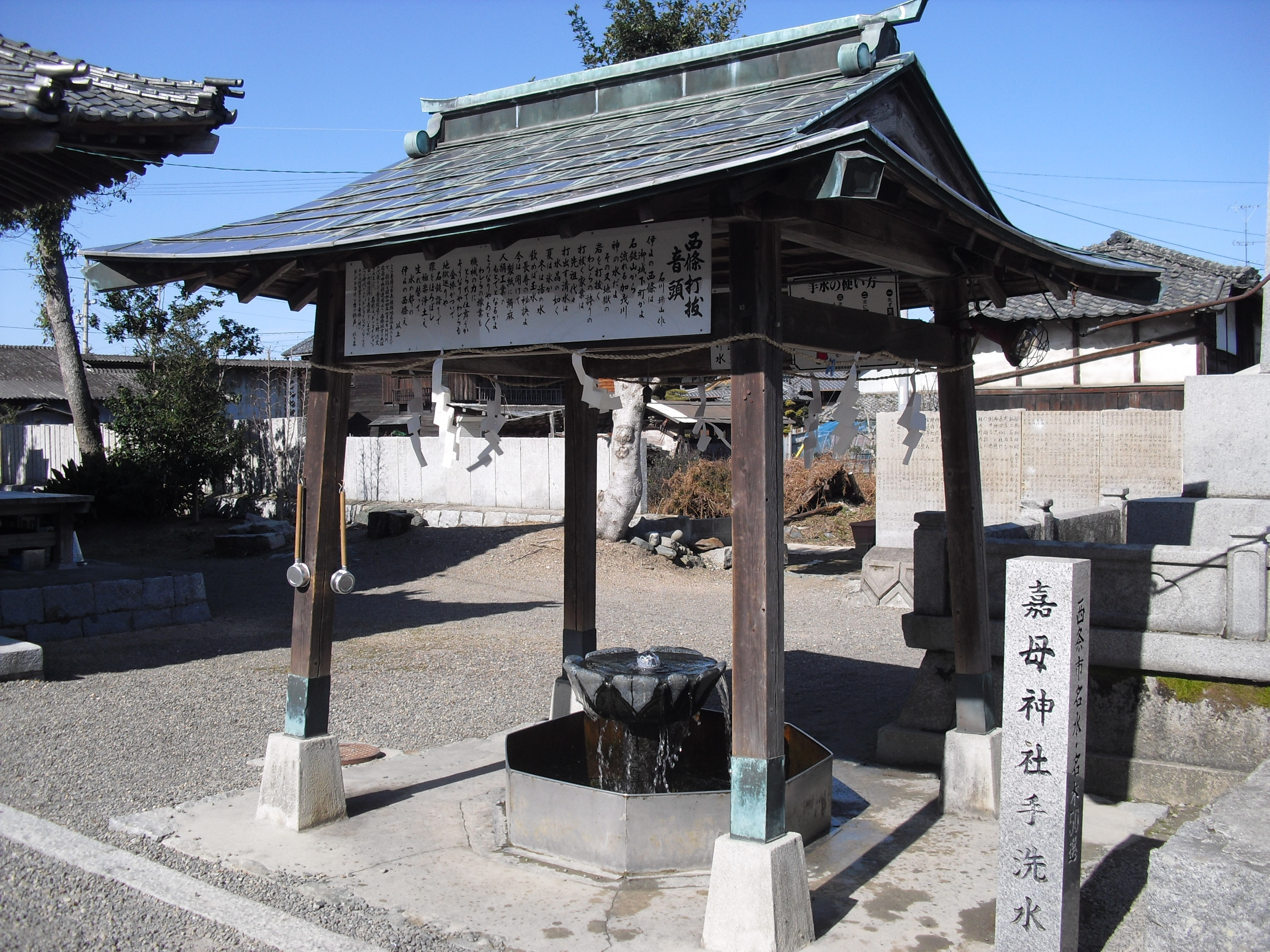
手洗水（うちぬき）
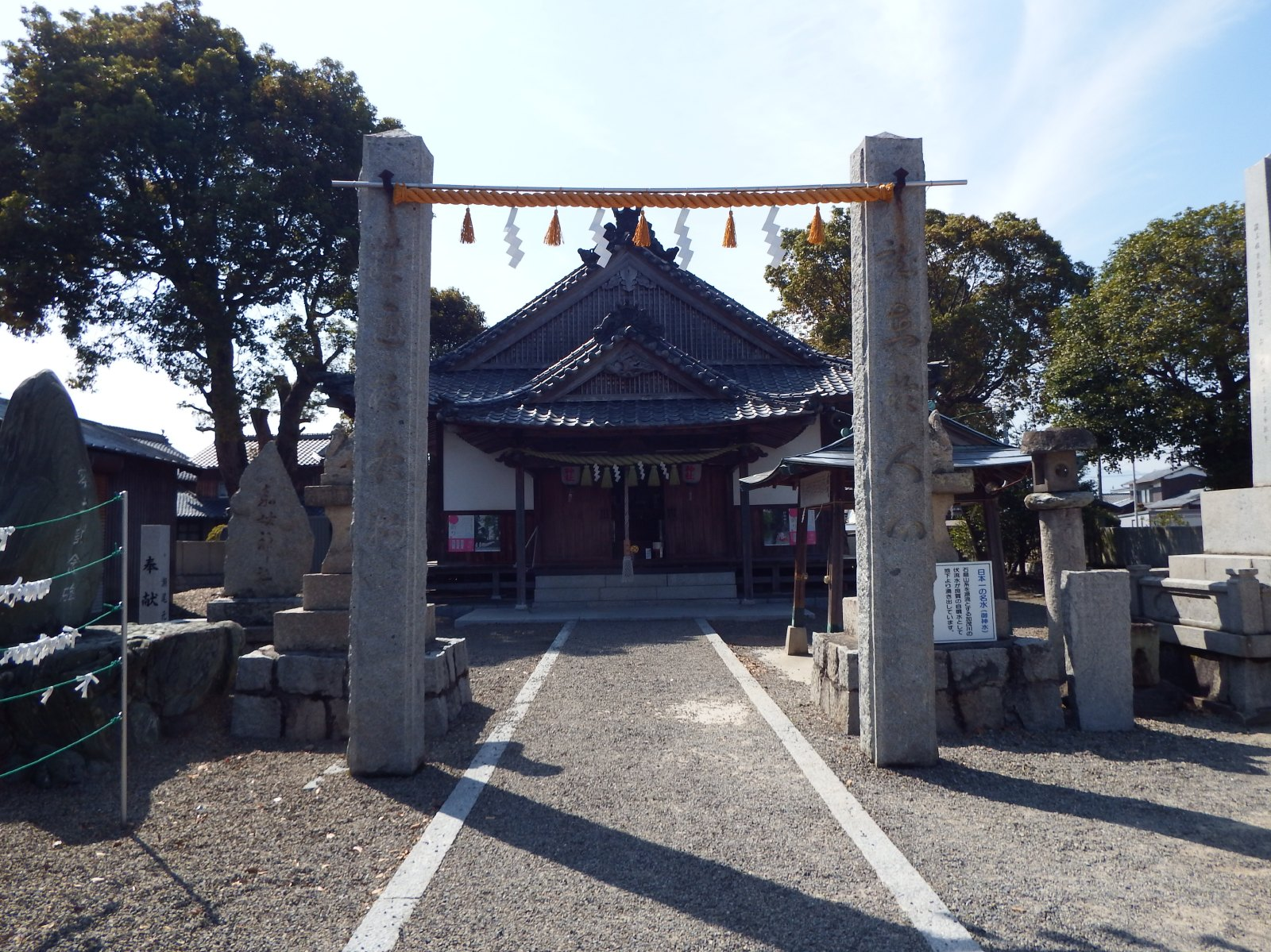
拝殿
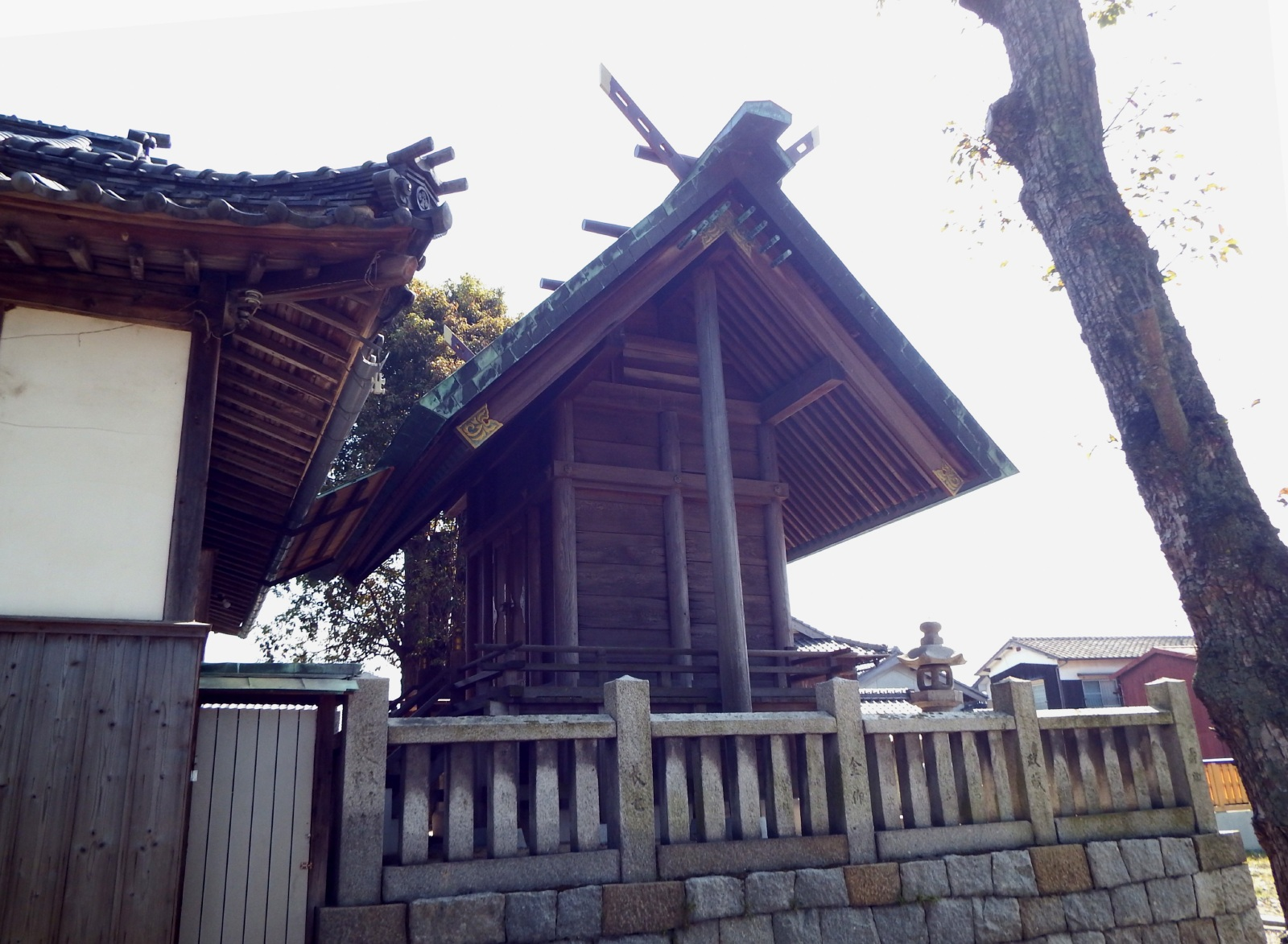
本殿
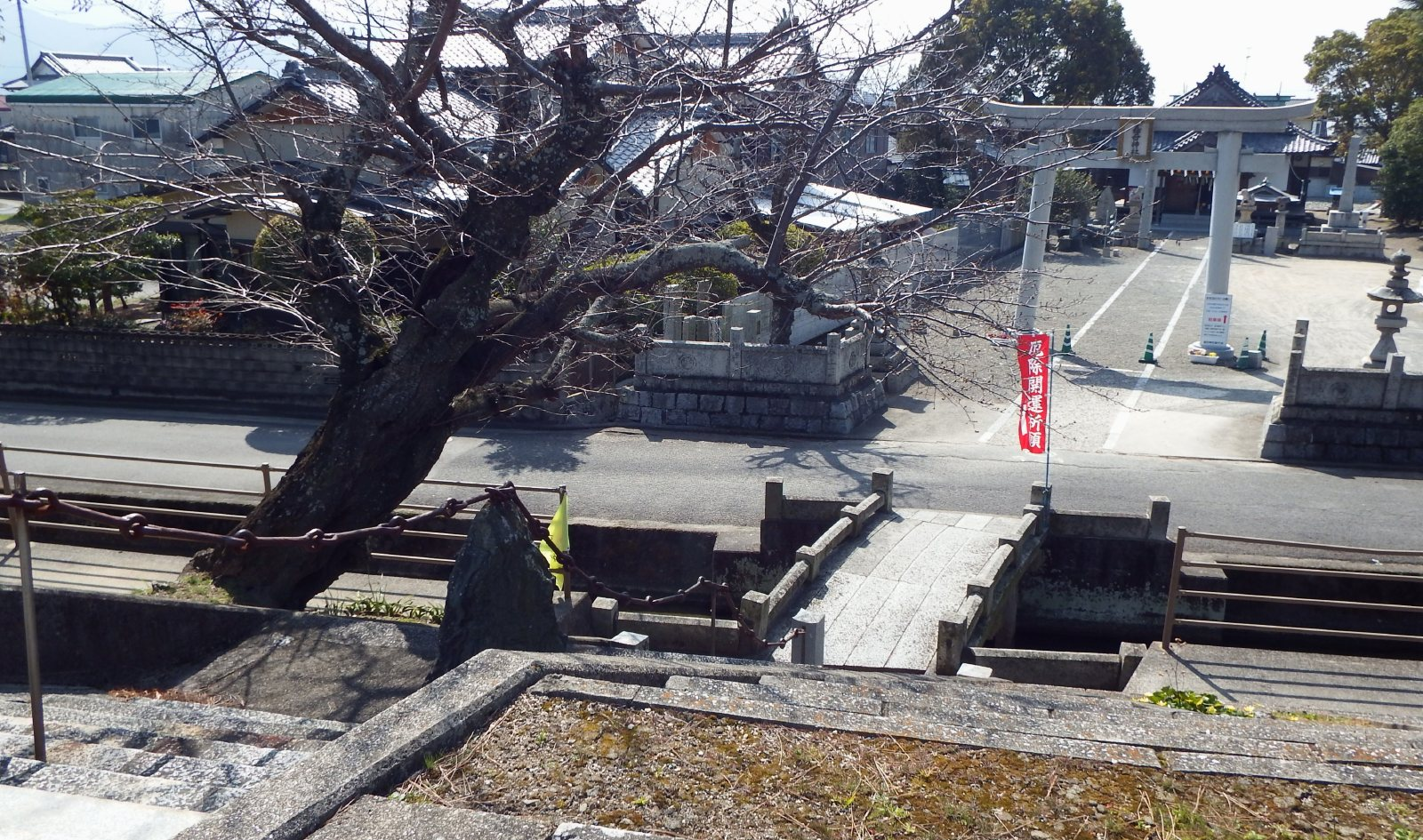
境内

## 周辺
龍神社

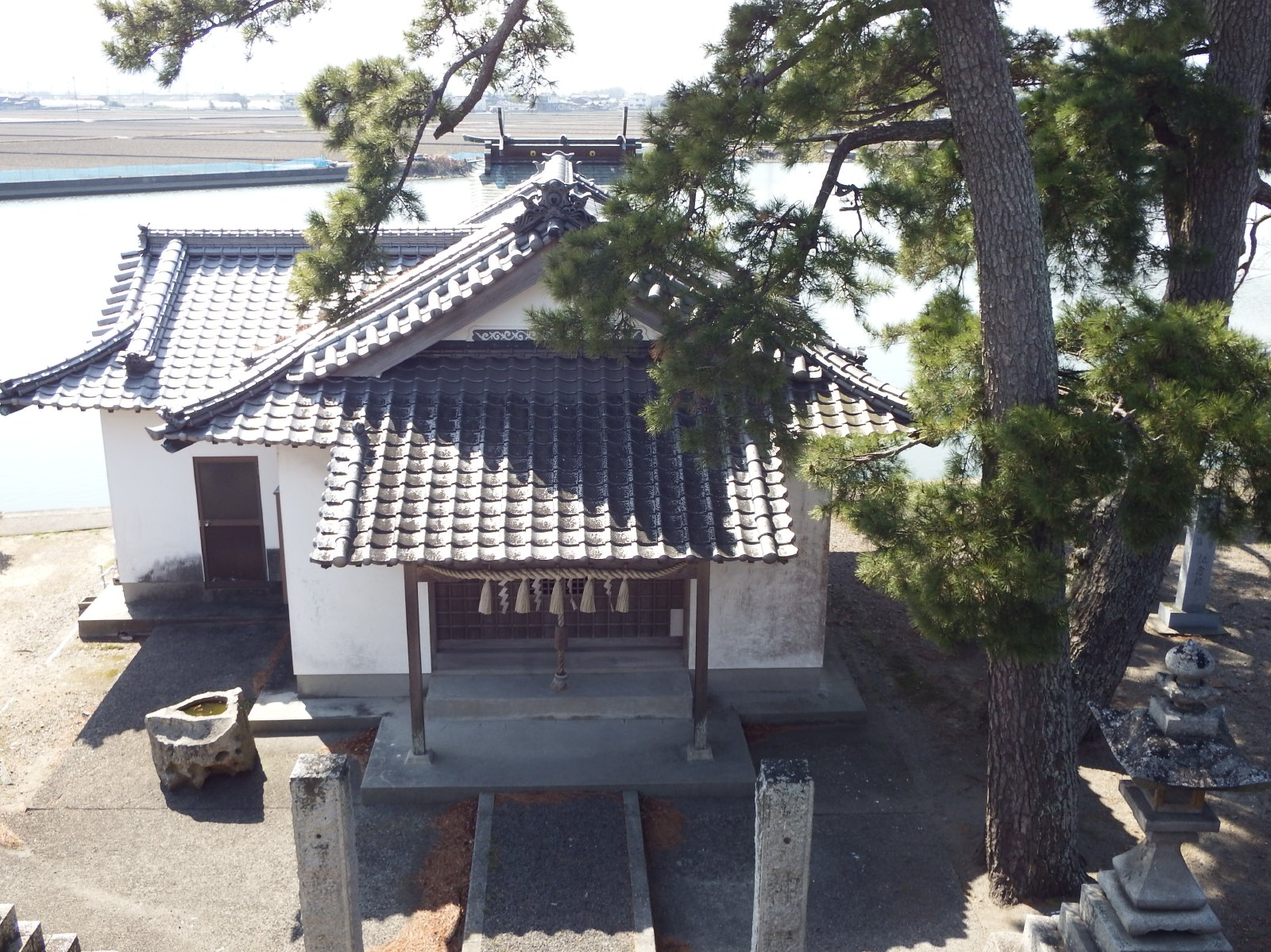
西条市　龍神社

禎瑞新田開拓（1778-82）完成後も鬼門にあたるこの所は風浪高く堤防が崩れる恐れがあるため海神を奉斎し神護を得ようと寛政11年（1799年）西条藩主により創建された。
- 所在地：西条市禎瑞（北緯33度55分39.35秒 東経133度8分23.04秒 / 北緯33.9275972度 東経133.1397333度）